# NGC 880

NGC 880

في الفهرس العام الجديد، NGC 880 هي مجرة حلزونية بعيدة تقع في كوكبة قطيس حوالي 554 مليون سنة ضوئية من درب التبانة. تم اكتشافها من طرف العالم الفلكي الأمريكي فرانسيس ليفنوورث في عام 1886.
وتحتوي NGC 880 أيضًا على مناطق الهيدروجين المؤين .